# Brousse (Nouvelle-Calédonie)
Pour les articles homonymes, voir Brousse.
La « Brousse » est le nom donné aux espaces ruraux de la  Grande Terre de Nouvelle-Calédonie. On y oppose en effet les espaces urbains du Grand Nouméa qui concentre environ les 2/3 de la population totale de l'archipel. Par contre, quand on y parle des brousses, c'est pour désigner des broussailles. Les gens qui vivent dans la Brousse calédonienne sont appelés les « broussards » ; la caricature humoristique de leur vie a donné lieu à une célèbre bande dessinée locale. 
Des termes approximativement équivalents sont bush, campagne, veld, pampa, prairie, maquis, bled.

## Communes
| Carte des subdivisions administratives de la Nouvelle-Calédonie | Carte des subdivisions administratives de la Nouvelle-Calédonie | Carte des subdivisions administratives de la Nouvelle-Calédonie |
| --- | --- | --------------------------------------------------------------- |
| Province Sud 1. Thio 2. Yaté 3. Île des Pins (île) 4. Mont-Dore (Grand Nouméa) 5. Nouméa (Grand Nouméa) 6. Dumbéa (Grand Nouméa) 7. Païta (Grand Nouméa) 8. Boulouparis 9. La Foa 10. Sarraméa 11. Farino 12. Moindou 13. Bourail 14. Poya | Province Nord 14. Poya 15. Pouembout 16. Koné 17. Voh 18. Kaala-Gomen 19. Koumac 20. Poum 21. Îles Belep (île) 22. Ouégoa 23. Pouébo 24. Hienghène 25. Touho 26. Poindimié 27. Ponérihouen 28. Houaïlou 29. Kouaoua 30. Canala |                                                                 |

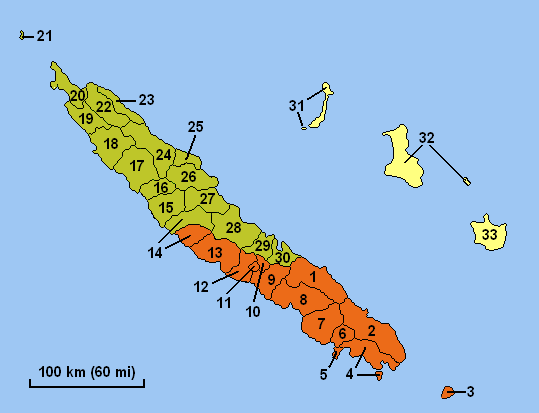

La Brousse est divisé en 28 communes, à quoi s'ajoutent les portions rurales des communes de Païta, de Dumbéa et du Mont-Dore.
Les plus grandes communes en population de la « brousse » sont :
- Koné (chef-lieu de la Province Nord)
- Bourail (surnommée la « capitale de la brousse »)

## Démographie
En 2014, en excluant la totalité des quatre communes du Grand Nouméa (y compris les parties rurales ou rurbaines de l'aire urbaine), la Brousse était peuplée de 68 160 habitants, répartis sur 15 021 km2, soit à peine le quart de la population totale néo-calédonienne sur quatre cinquièmes de son territoire et une densité de 4,5 hab./km2.